# Чемпіонат Європи зі стрибків у воду 2017
Чемпіонат Європи зі стрибків у воду 2017 — п'ятий чемпіонат Європи зі стрибків у воду, що проходив у Києві з 12 до 18 червня 2017 року. Змагання відбувались у 13 дисциплінах. Вперше в програму чемпіонату Європи включено синхронні стрибки у міксті з 3-метрового трампліна та 10-метрової платформи.

## Країни-учасниці
- Австрія (2)
- Білорусь (5)
- Болгарія (2)
- Велика Британія (12)
- Вірменія (3)
- Грузія (3)
- Ірландія (2)
- Іспанія (6)
- Італія (10)
- Латвія (1)
- Литва (1)
- Нідерланди (5)
- Німеччина (12)
- Польща (3)
- Росія (15)
- Румунія (2)
- Угорщина (5)
- Україна (12)
- Фінляндія (3)
- Франція (7)
- Хорватія (2)
- Швейцарія (7)
- Швеція (6)

## Результати

### Загальні результати

#### Медальний залік
Господар чемпіонату 
| Місце   | Країна          | Золото | Срібло | Бронза | Загалом |
| ------- | --------------- | ------ | ------ | ------ | ------- |
| 1       | Росія           | 3      | 6      | 2      | 11      |
| 2       | Україна         | 3      | 4      | 3      | 10      |
| 3       | Велика Британія | 3      | 0      | 3      | 6       |
| 4       | Італія          | 2      | 0      | 1      | 3       |
| =       | Франція         | 2      | 0      | 1      | 3       |
| 6       | Німеччина       | 0      | 2      | 2      | 4       |
| 7       | Швейцарія       | 0      | 1      | 0      | 1       |
| 8       | Нідерланди      | 0      | 0      | 1      | 1       |
| Загалом | Загалом         | 13     | 13     | 13     | 39      |

#### Кубковий залік

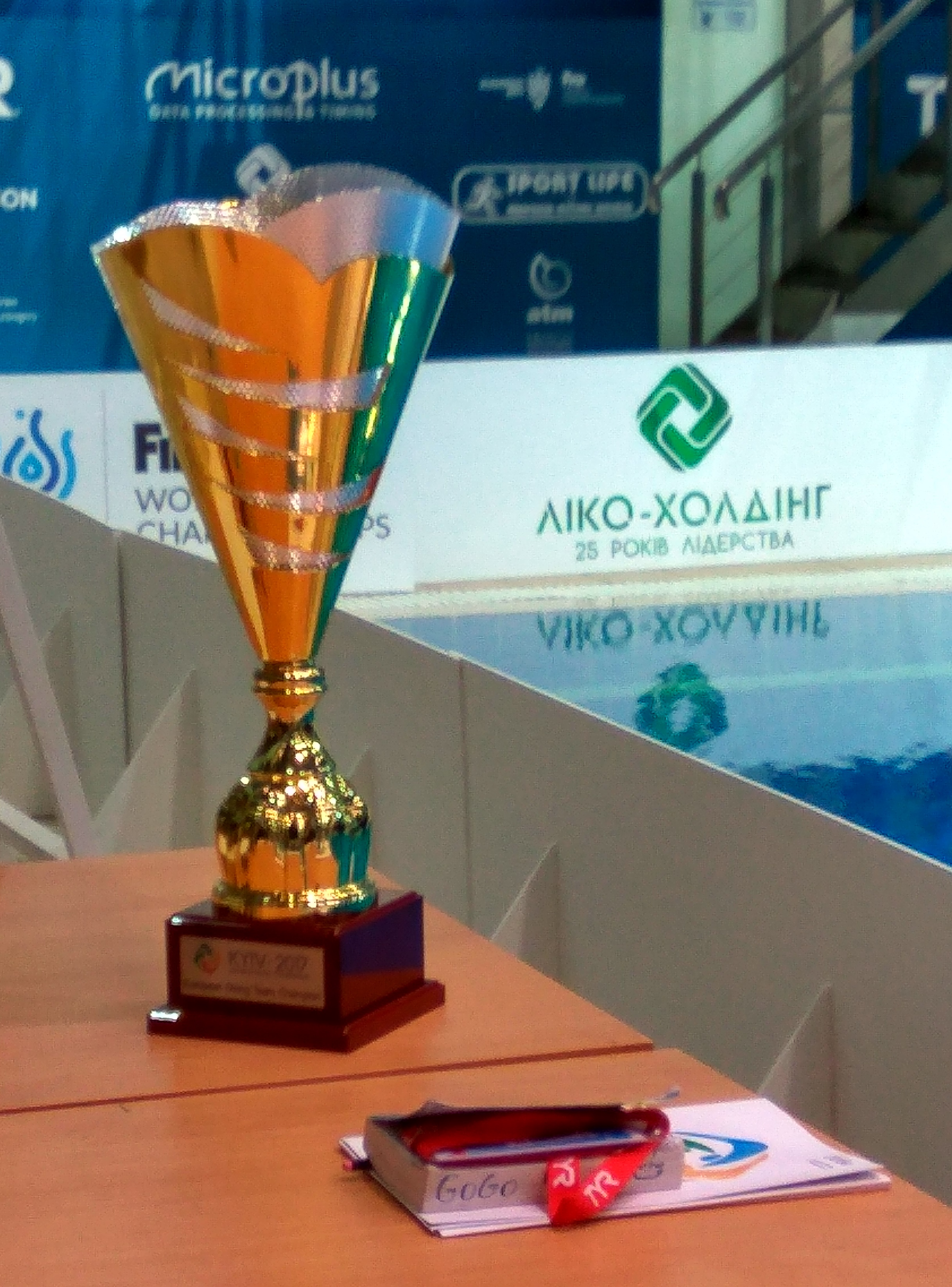
Кубок для збірної, що стала Чемпіоном Європи зі стрибків у воду в очковому заліку

На чемпіонаті Європи зі стрибків у воду розігрується кубок, що вручається найкращій команді за очковим заліком. Цей кубок здобула збірна України, набравши 244 залікові бали.
| №  | Країна          | Чоловіки | Жінки   | Мікст  | Сума |
| -- | --------------- | -------- | ------- | ------ | ---- |
| 1  | Україна         | 100 (9)  | 82 (9)  | 62 (6) | 244  |
| 2  | Росія           | 83 (8)   | 99 (10) | 60 (6) | 242  |
| 3  | Німеччина       | 60 (9)   | 79 (9)  | 46 (6) | 185  |
| 4  | Велика Британія | 71 (9)   | 61 (6)  | 40 (4) | 172  |
| 5  | Італія          | 43 (7)   | 38 (5)  | 62 (6) | 143  |
| 6  | Франція         | 38 (5)   | 5 (1)   | 40 (4) | 83   |
| 7  | Нідерланди      | 0        | 53 (8)  | 24 (4) | 77   |
| 8  | Швейцарія       | 21 (3)   | 29 (5)  | 16 (2) | 66   |
| 9  | Білорусь        | 33 (7)   | 4 (1)   | 18 (2) | 55   |
| 10 | Швеція          | 0        | 18 (4)  | 22 (4) | 40   |
| 11 | Польща          | 17 (4)   | 4 (2)   | 0      | 21   |
| 12 | Вірменія        | 18 (3)   | 0       | 0      | 18   |
| 13 | Іспанія         | 17 (4)   | 0       | 0      | 17   |
| 14 | Угорщина        | 0        | 14 (3)  | 0      | 14   |
| 15 | Австрія         | 8 (2)    | 0       | 0      | 8    |
| 16 | Румунія         | 0        | 0       | 6 (2)  | 6    |
| 17 | Фінляндія       | 0        | 5 (1)   | 0      | 5    |
| 18 | Грузія          | 2 (2)    | 0       | 0      | 2    |

## Галерея

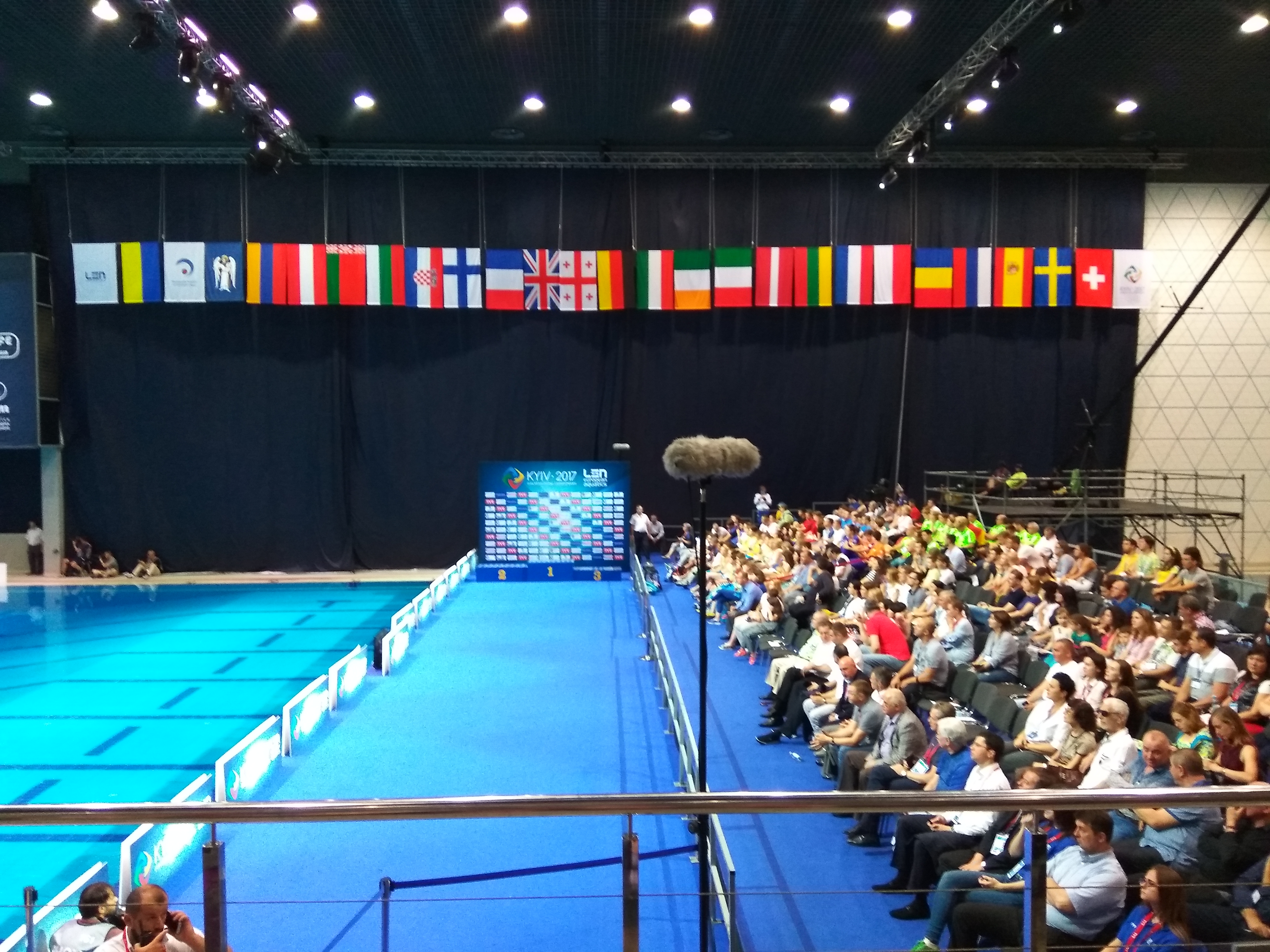
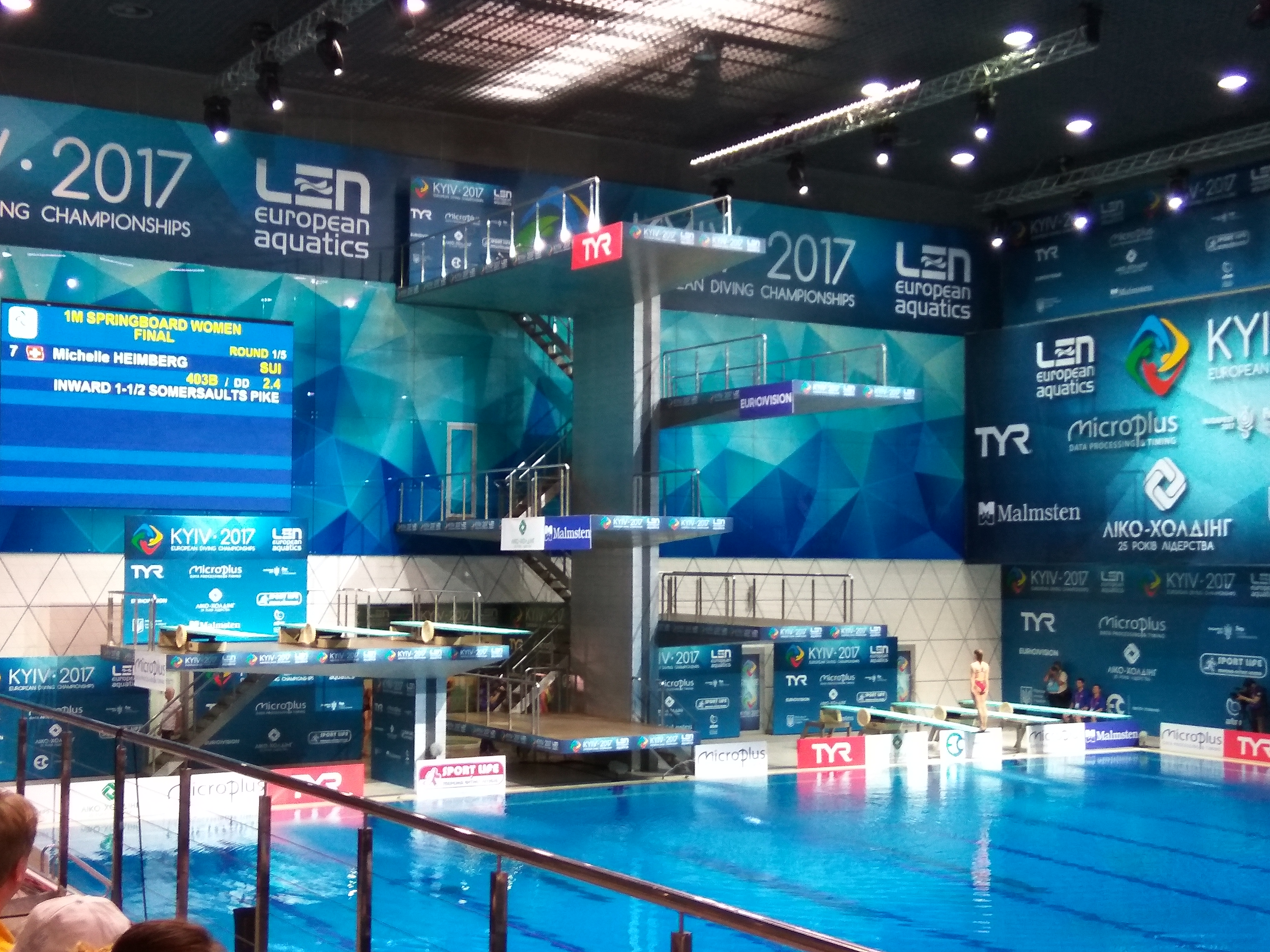
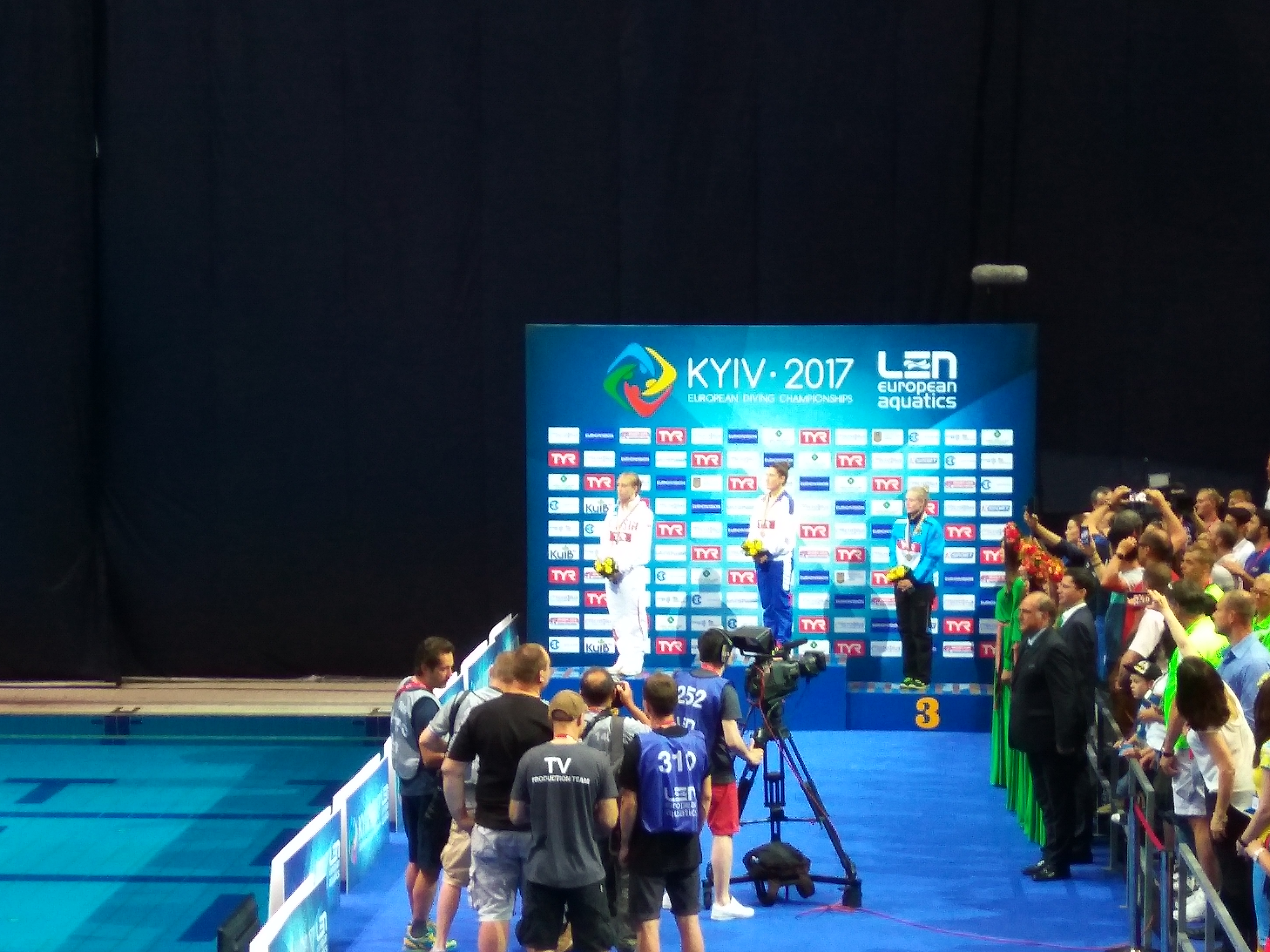
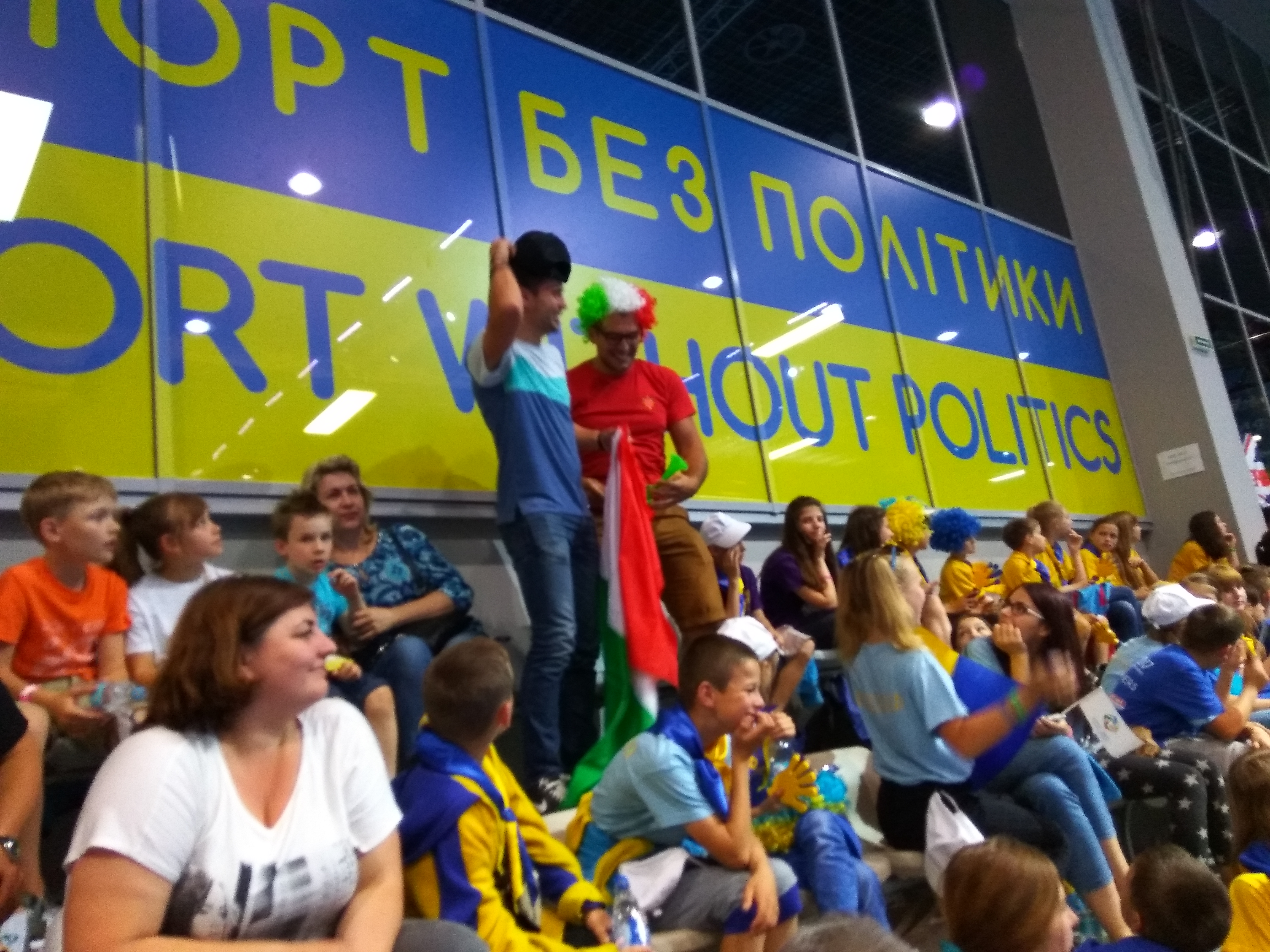
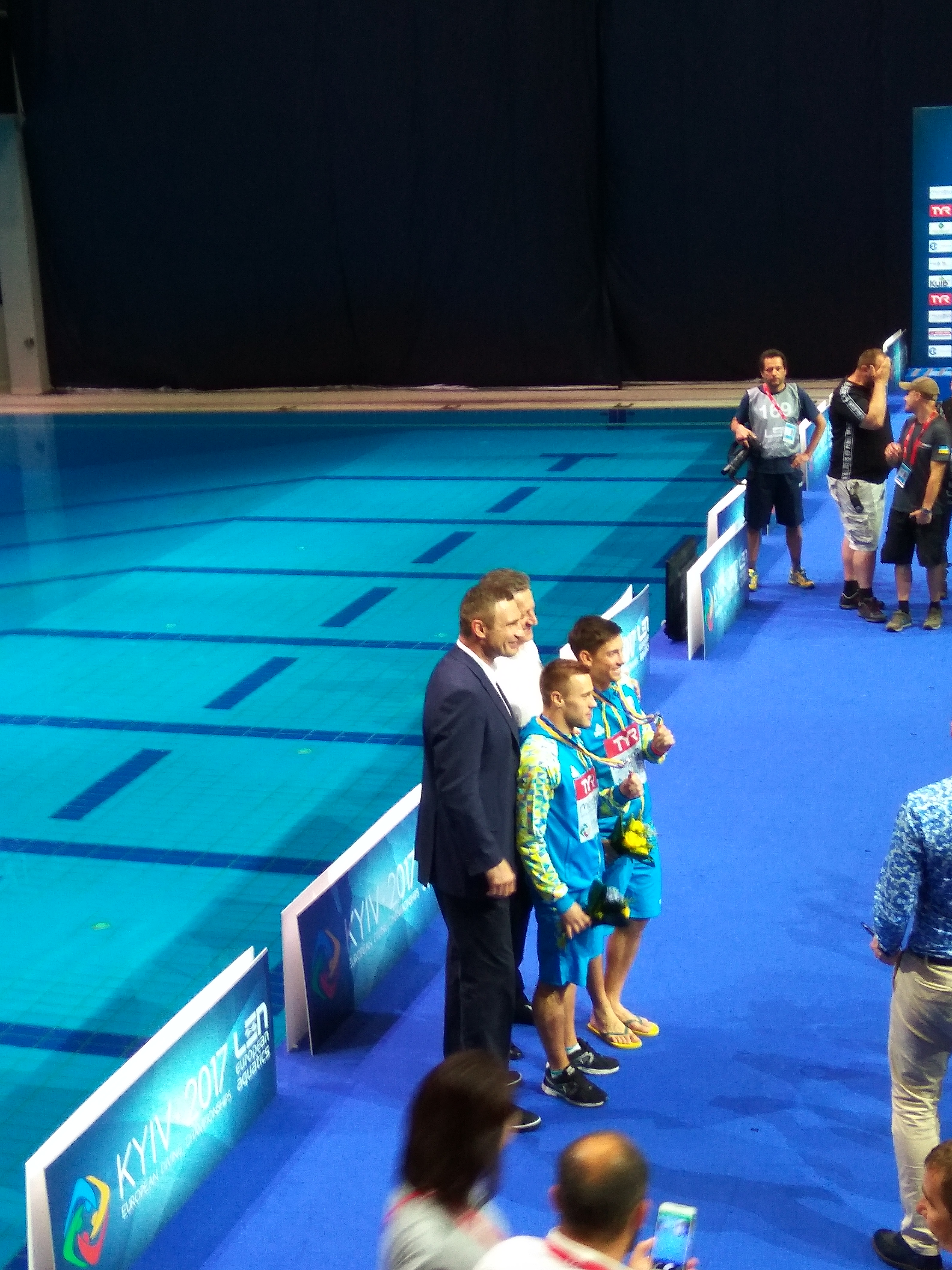

### Результати за дисциплінами

#### Чоловіки
| Дисципліна                   | Золото                                      | Золото | Срібло                                  | Срібло | Бронза                                      | Бронза |
| ---------------------------- | ------------------------------------------- | ------ | --------------------------------------- | ------ | ------------------------------------------- | ------ |
| трамплін 1 метр              | Ілля Кваша Україна                          | 431.75 | Патрік Гаусдінґ Німеччина               | 419.80 | Матьє Россе Франція                         | 412.95 |
| трамплін 3 метри             | Ілля Захаров Росія                          | 525.10 | Ілля Кваша Україна                      | 484.30 | Олег Колодій Україна                        | 470.30 |
| платформа 10 метрів          | Бенжамен Офре Франція                       | 511,75 | Віктор Мінібаєв Росія                   | 493,25 | Метью Лі Велика Британія                    | 485,55 |
| синхрон, трамплін 3 метри    | Росія Ілля Захаров Євген Кузнецов           | 427.71 | Україна Ілля Кваша Олег Колодій         | 426.96 | Велика Британія Фредді Вудворд Джеймс Гітлі | 395.61 |
| синхрон, платформа 10 метрів | Україна Олександр Горшковозов Максим Долгов | 431.28 | Росія Микита Шлейхер Олександр Бєлєвцев | 406.56 | Велика Британія Ноа Вільямс Метью Діксон    | 388.05 |

#### Жінки
| Дисципліна                   | Золото                                | Золото | Срібло                                  | Срібло | Бронза                              | Бронза |
| ---------------------------- | ------------------------------------- | ------ | --------------------------------------- | ------ | ----------------------------------- | ------ |
| трамплін 1 метр              | Єлена Бертоккі                        | 282.80 | Надія Бажина                            | 277.35 | Луїза Ставщинські                   | 271.80 |
| трамплін 3 метри             | Ганна Письменська Україна             | 303.30 | Мішель Геймберґ Швейцарія               | 293.25 | Анастасія Недобіга Україна          | 291.65 |
| платформа 10 метрів          | Лоіс Толсон Велика Британія           | 330.75 | Анна Чуйнишена Росія                    | 326.90 | Юлія Тимошиніна Росія               | 313.30 |
| синхрон, трамплін 3 метри    | Росія Надія Бажина Христина Ільїних   | 304,80 | Німеччина Фрідеріка Фрайєр Тіна Пунцель | 284,10 | Нідерланди Інге Янсен Дафна Вілс    | 283,80 |
| синхрон, платформа 10 метрів | Велика Британія Рубі Бовер Фібі Бенкс | 299.19 | Росія Валерія Бєлова Юлія Тимошиніна    | 297.0  | Україна Валерія Люлько Софія Лискун | 288.96 |

#### Змішані змагання
| Дисципліна          | Золото                                | Золото | Срібло                                       | Срібло | Бронза                                | Бронза |
| ------------------- | ------------------------------------- | ------ | -------------------------------------------- | ------ | ------------------------------------- | ------ |
| трамплін 3 метри    | Велика Британія Лоіс Толсон Метью Лі  | 308.16 | Росія Юлія Тимошиніна Віктор Мінібаєв        | 300.30 | Італія Ноемі Баткі Майкол Верцотто    | 299.58 |
| платформа 10 метрів | Італія Єлена Бартоккі Майкол Верцотто | 287.88 | Україна Вікторія Кесар Станіслав Оліферчик   | 282.96 | Німеччина Тіна Пунцель Лоу Массенберґ | 281.40 |
| командні змагання   | Франція Лора Марино Матьє Россе       | 372.40 | Україна Вікторія Кесар Олександр Горшковозов | 366.55 | Росія Надія Бажина Віктор Мінібаєв    | 366.10 |